# 木野山村
木野山村（きのやまむら）は、広島県芦品郡にあった村。現在の府中市の一部にあたる。

## 地理
芦田川女流の支流・阿字川の流域に位置していた。

## 歴史
- 1889年（明治22年）4月1日、町村制の施行により、芦田郡木之山村が単独で村制施行し、木野山村が発足[1][2]。木野山村、行縢村、桑木村、阿字村の町村組合を結成し役場を木野山村に設置[1]。
- 1898年（明治31年）10月1日、郡の統合により芦品郡に所属[1][2]。
- 1913年（大正2年）2月1日、芦品郡行縢村、桑木村と合併し、大正村を新設して廃止された[1][2]。

## 産業
- 農業、和紙、薪炭[1]